# Franz André
Franz André (Bruxelles, 10 giugno 1893 – Bruxelles, 20 gennaio 1975) è stato un direttore d'orchestra e violinista belga.

## Biografia
Dopo studi iniziali con la madre pianista, Franz André studia al Conservatorio di Bruxelles, diventando membro dell'orchestra degli studenti sotto la direzione di François-Auguste Gevaert e Edgar Tinel. Ricevuto il primo premio della classe di violino di César Thomson del 1912, parte per Berlino dove entra nell'Orchestra Blüthner incontrando Felix Weingartner, di cui segue i corsi di composizione e direzione d'orchestra. Ritornato in Belgio, entra al Conservatorio come assistente del suo ex insegnante di violino, prima di essere richiamato al servizio militare.
Arruolato nel corpo dei Granatieri, partecipa alla prima guerra mondiale, ricevendo numerose decorazioni per il suo coraggio e ritornando a casa con un'invalidità di guerra del 60%. In questo periodo fa conoscenza con Maurice Corneil de Thoran, futuro direttore del Teatro de La Monnaie, di Paul Collaer, futuro direttore delle trasmissioni in fiammingo della radio belga, e di Eugène Ysaÿe.

### La direzione d'orchestra
La sua carriera assume una svolta decisiva nel 1923, quando partecipa alla creazione di Radio Belgique, prima come violinista e in seguito come direttore d'orchestra. Nel 1930, alla creazione dell'Istituto nazionale di radiodiffusione (INR), René Tellier, direttore del servizio musicale, gli affida la direzione di una delle tre orchestre. Di concerto con Paul Collaer, orienta in maniera decisiva la programmazione musicale della radio verso il repertorio contemporaneo. L'orchestra acquisisce fama mondiale per le esecuzioni di musica moderna e per la qualità delle interpretazioni, come testimoniato da Béla Bartók, Benjamin Britten, Dimitri Shostakovich, Luigi Dallapiccola, Paul Hindemith, Arthur Honegger, Olivier Messiaen, Darius Milhaud, Francis Poulenc, Serge Prokofiev, Charles Koechlin o Igor Stravinsky, tutti venuti a dirigere o ad assistere all'esecuzione delle loro opere.
Regolarmente invitato all'estero con l'orchestra dell'INR, o per dirigere le orchestre europee più reputate, dirige spesso prime mondiali, come nel caso della cantata Le Roi des étoiles di Stravinsky, eseguita a Bruxelles nella primavera del 1939, ma si occupa anche molto attivamente di promuovere la diffusione della musica belga, eseguendola con regolarità durante le tournée all'estero.
Parallelamente alla carriera all'INR, André viene nominato direttore principale del Concorso Regina Elisabetta di Bruxelles (Concours Musical International Reine Elisabeth de Belgique) fin dalla sua creazione nel 1951, ed è attivo come insegnante di musica da camera alla Chapelle musicale Reine Élisabeth dal 1952 al 1974.

## Il fondo Franz André della Biblioteca reale del Belgio
Grazie a successivi doni della sua famiglia nel 2003 e nel 2005, il fondo Franz André  è conservato alla Sezione Musica della Biblioteca reale del Belgio. Ricco di più di 200 partiture a stampa, di una sessantina di manoscritti musicali, programmi di concerti dal vivo e radiofonici, manifesti, foto e più di 500 lettere, il fondo André costituisce una fonte inestimabile per lo studio della storia musicale belga nella prima metà del XX secolo. Numerosi documenti musicali e medaglie, un centinaio di nastri magnetici dell'INR e cinque bacchette da direzione, completano questo fondo prestigioso.